# Szwecja na Letnich Igrzyskach Olimpijskich 1896
Szwecja na Letnich Igrzyskach Olimpijskich 1896 była reprezentowana przez jednego zawodnika w dwóch sportach – lekkoatletyce i gimnastyce.

## Wyniki

### Lekkoatletyka
| Konkurencja | Miejsce | Zawodnik       | Eliminacje | Finał                  |
| ----------- | ------- | -------------- | ---------- | ---------------------- |
| 100 metrów  | –       | Henrik Sjöberg | nieznany   | nie zakwalifikował się |

| Konkurencja  | Miejsce   | Zawodnik       | Najlepszy wynik |
| ------------ | --------- | -------------- | --------------- |
| Skok w dal   | –         | Henrik Sjöberg | nieznany        |
| Skok wzwyż   | 4 miejsce | Henrik Sjöberg | 1,60 m          |
| Rzut dyskiem | –         | Henrik Sjöberg | nieznany        |

### Gimnastyka
| Konkurencja      | Miejsce | Zawodnik       |
| ---------------- | ------- | -------------- |
| skok przez konia | –       | Henrik Sjöberg |